# Be Here Now
Be Here Now è il terzo album del gruppo rock inglese Oasis, pubblicato il 21 agosto 1997.
Tra i dischi più attesi di tutta la storia della musica inglese, fu oggetto di attenzione spasmodica da parte della critica e dai fan sulla base del successo mondiale che Definitely Maybe e (What's the Story) Morning Glory? avevano riscosso nei tre anni precedenti. L'enorme eco mediatica contribuì a fare dell'album il disco capace di vendere più copie nel minor tempo nel Regno Unito (420.000 solo nel primo giorno di pubblicazione e oltre un milione nella prima settimana). Gli Oasis erano al picco della fama. La grande attesa per l'album è esemplificata da un curioso episodio che ebbe luogo due mesi prima della sua uscita: la gente era talmente curiosa che si creò un ingorgo sotto la finestra aperta degli uffici della Sony, da cui provenivano le nuove canzoni della band.

## Copertina

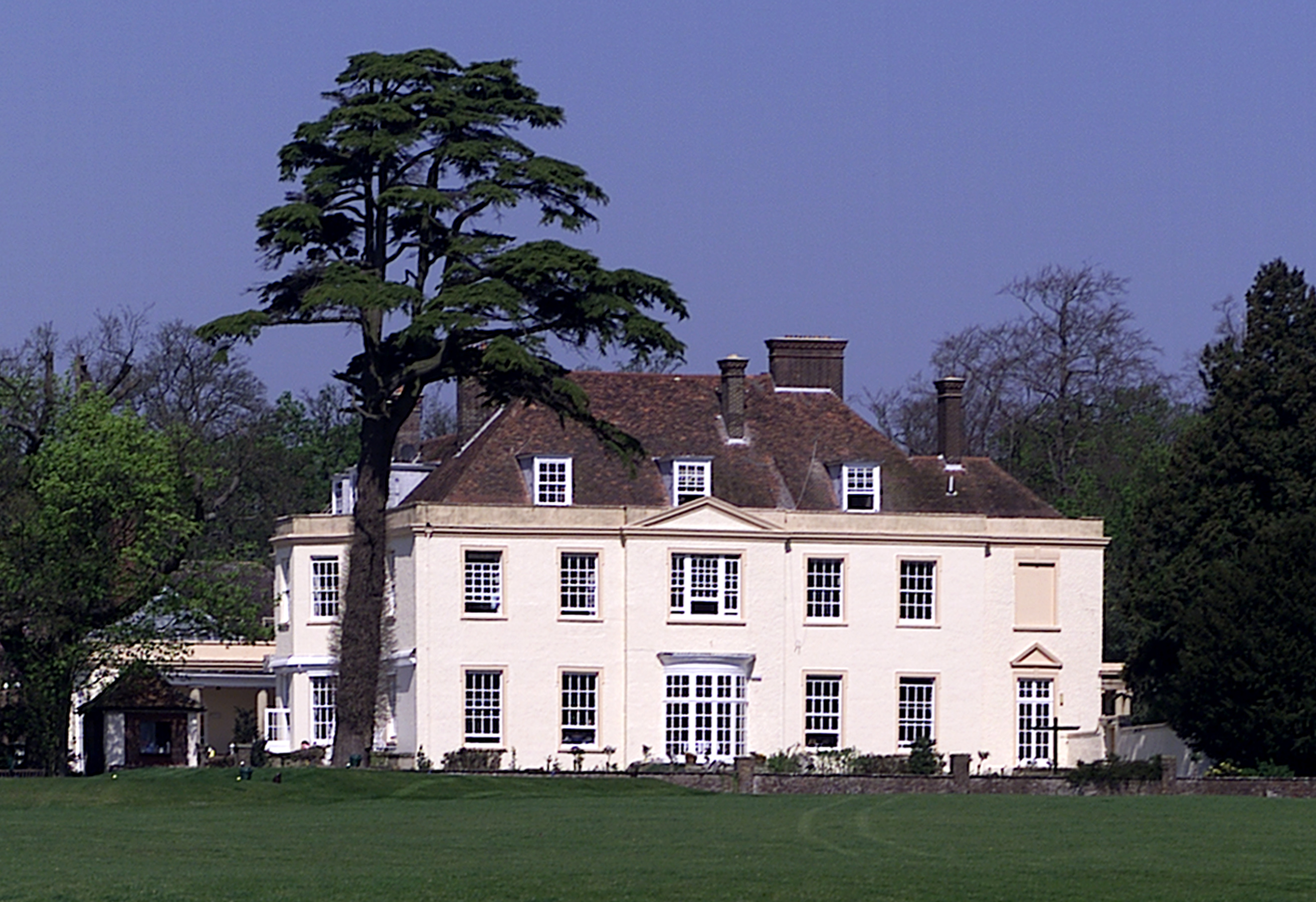
Il palazzo dove è stata scattata la copertina di Be Here Now

La copertina del disco ritrae la vecchia piscina di un palazzo signorile dell'Hertfordshire, risalente al 1773. La foto fu scattata nell'aprile 1997 da Michael Spencer Jones. La Rolls-Royce Silver Shadow semiaffondata in piscina nella copertina del disco ha la stessa targa del furgone della polizia parcheggiato sulla destra nella copertina dell'album Abbey Road dei Beatles e lo scatto è ispirato a un episodio in cui Keith Moon affondò la sua Rolls-Royce in una piscina nel 1967.

## Contesto e genesi del disco
Nell'estate del 1996 gli Oasis erano considerati, per usare le parole di Noel Gallagher, "la band più grande del mondo". Secondo il chitarrista gli Oasis erano "più grandi, oso dire, di Dio". L'incredibile successo commerciale dei due album precedenti aveva proiettato gli Oasis in quasi tutti i telegiornali, le riviste e i programmi televisivi. La pressione mediatica, d'altro canto, rischiava seriamente di condurre all'eccesso opposto. Nel 1997 i membri degli Oasis furono invitati al numero 10 di Downing Street dal neoeletto primo ministro britannico Tony Blair e pochi mesi prima erano stati invitati a trascorrere le vacanze con Johnny Depp e Kate Moss nella villa di Mick Jagger a Mustique. Durante l'ultimo periodo di permanenza sull'isola privata Noel scrisse la maggior parte delle canzoni che avrebbero fatto parte del terzo disco degli Oasis. Insieme al produttore Owen Morris e ad una drum machine registrò i 14 demo. Noel aveva sofferto del blocco dello scrittore nell'inverno precedente, tanto da dichiarare di aver scritto un solo riff di chitarra nei sei mesi successivi alla pubblicazione di (What's the Story) Morning Glory?, nell'ottobre 1995. Dopo alcune settimane di "ozio", riprese una propria disciplina di scrittore di canzoni. "Al mattino andavo in questa stanza, uscivo per pranzare, tornavo dentro, uscivo per cena, tornavo dentro, poi andavo a letto". Noel ricorda: "... la maggior parte delle canzoni sono state scritte prima ancora che avessi un contratto discografico, me ne andai e scrissi i testi in circa due settimane".
Al Knebworth Park, nell'Hertfordshire, nell'agosto 1996, la band si esibì in due serate di fronte a 250.000 persone, ma furono 2.500.000 le richieste di biglietti. La popolarità degli Oasis era all'apice, la stampa musicale e la band si rendevano conto che a quel punto era stata toccata una vetta ineguagliabile. Ciononostante ormai l'instabilità e i conflitti interni minacciavano seriamente il futuro della band. Il 23 agosto 1996 Liam si rifiutò di cantare per MTV Unplugged alla Royal Festival Hall di Londra, parlando di mal di gola. Presenziò ugualmente in sala, ma trascorse tutto il tempo a canzonare Noel da un balcone. Quattro giorni dopo declinò l'invito a partecipare alla prima data del tour statunitense, dicendo di avere bisogno di comprare una casa con la fidanzata Patsy Kensit. Pochi giorni dopo volò negli USA per unirsi al gruppo per l'importante concerto degli MTV Video Music Awards di New York, ma qui cambiò intenzionalmente i versi di alcune canzoni, sputando durante l'esibizione. Il giorno dopo il Sun titolò "L'America è nauseata dai rabbiosi sputi di Liam". Malgrado i frequenti alterchi interni, il tour continuò con Liam a Charlotte, dove Noel perse la pazienza nei confronti del fratello e annunciò la propria intenzione di lasciare la band. Dopo avrebbe ammesso: "Se volete sapere la verità, non volevo più starci. Non ero preparato a stare in una band in cui le persone si comportavano così l'una nei confronti dell'altra". Noel si sarebbe aggregato di nuovo ai compagni alcune settimane dopo, ma il management e i responsabili della band erano preoccupati. Con un album già provvisto dei demo, i Gallagher capirono che avrebbero dovuto registrare il più presto possibile. Il loro manager Marcus Russell nel 2007 disse che "con uno sguardo retrospettivo, andammo in studio troppo velocemente. La mossa intelligente sarebbe stata prendersi una pausa per il resto dell'anno. Ma all'epoca non sembrò quella la cosa giusta da fare. Se sei una band e hai una dozzina di canzoni pensi che sei grande: 'perché non farlo?'".
Inizialmente Be Here Now doveva essere un doppio album, ma Noel Gallagher alla fine decise di declassare alcune tracce a lati B dei singoli successivi (Stay Young e Going Nowhere per citarne alcuni). Si tratta comunque dell'album più lungo del gruppo: supera i 70 minuti, ben 25 oltre la media degli altri.
Nella settima traccia dell'album, Fade In-Out, a suonare la chitarra è il famoso attore statunitense Johnny Depp. In un'intervista del 1997 al mensile Rolling Stone Noel ha raccontato che l'idea nacque dopo una sbronza su una spiaggia dei Caraibi.

## Registrazione e produzione
Le sessioni di registrazione di Be Here Now iniziarono il 7 ottobre 1996 agli Abbey Road Studios della EMI, a Londra. Il produttore Owen Morris descrisse la prima settimana di registrazione come "maledettamente terribile" e propose a Noel di abbandonare le sessioni: "Scrollò le spalle e disse che sarebbe andato tutto bene. Così continuammo". Liam era al centro dell'attenzione dei tabloid e il 9 novembre 1996 fu arrestato per detenzione di cocaina dopo una sbronza ai Q Awards. I media specularono molto sulla vicenda, così il management della band decise di trasferire le sessioni in uno studio meno accessibile ai paparazzi. 

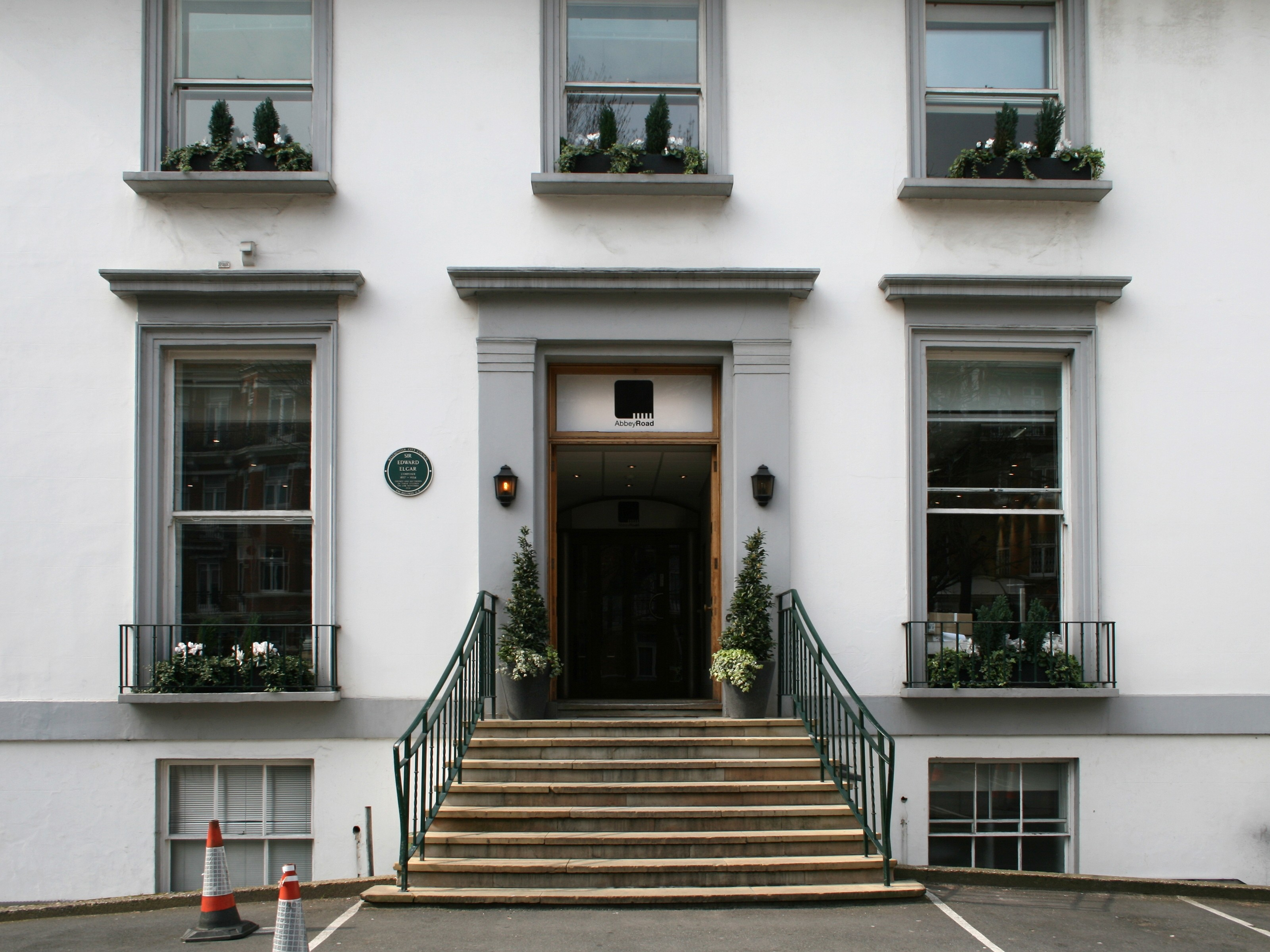
Be Here Now è stato registrato agli Abbey Road Studios

Il redattore del Sun Dominic Mohan ricorda: "Avevamo pochi contatti con gli Oasis a libro paga. Non so se vi fossero spacciatori, ma c'erano sempre un po' di tipi sospetti". La fotografa ufficiale degli Oasis Jill Furmanovsky avvertì la pressione mediatica e fu preda dei giornalisti di tabloid che vivevano nell'appartamento al piano di sopra: "Credevano che la band si nascondesse nel mio appartamento". In preda alla paranoia gli Oasis tagliarono parecchi contatti dal loro giro. Secondo l'addetto stampa della Creation Johnny Hopkins "certa gente fu messa ai margini del circuito degli Oasis. Persone che li conoscevano da quando non erano famosi piuttosto che perché erano famosi". Hopkins paragonò la situazione a una corte medievale, provvista di re, cortigiani e buffoni. Spiegò che "una volta che ti trovi in quella situazione perdi di vista la realtà".
L'11 novembre 1996 gli Oasis si trasferirono ai Ridge Farm Studios, nel Surrey. Le registrazioni ricominciarono con maggiore energia, ma furono influenzate dal fatto che tutti i componenti del gruppo facevano uso di droga. Nel 2007 Morris ha ricordato che "nella prima settimana qualcuno provò a farsi 30 grammi di erba, ma invece ottenne 30 grammi di cocaina, il che riassume un po' le cose". Noel non era presente a nessuna registrazione vocale di Liam, quasi a simboleggiare la grande tensione che accompagnava le sessioni. Morris riteneva che il nuovo materiale fosse di debole impatto, ma quando rese nota la propria opinione a Noel fu zittito: "[quindi] ho solo continuato a spalarmi droga sotto il naso". Noel, che intendeva far suonare l'album il più denso e "colossale" possibile, per molte canzoni registrò parti multiple di chitarra. In molti casi arrivò a sovrapporre dieci parti di chitarra identiche per amplificare il volume. Alan McGee, proprietario della Creation Records, fece visita allo studio durante la fase di missaggio. Ha dichiarato: "Ero solito andare in studio e a quel punto c'era tanta di quella cocaina... Owen era fuori controllo ed era l'unico incaricato di controllare. La musica era così maledettamente ad alto volume".

## Accoglienza
| Recensione           | Giudizio      |
| -------------------- | ------------- |
| AllMusic             | [ 33 ] [ 34 ] |
| Chicago Sun-Times    | [ 35 ]        |
| Entertainment Weekly | B             |
| Los Angeles Times    | [ 37 ]        |
| NME                  | 8/10          |
| Pitchfork            | 7.9/10        |
| Q                    | [ 40 ]        |
| Rolling Stone        |               |
| Select               | [ 41 ]        |
| Spin                 | 6/10          |

Accolto inizialmente come un altro trionfo, l'album ottenne forti riscontri di vendite. Nel Regno Unito divenne un bestseller istantaneo, muovendo 423 000 copie solo il primo giorno di vendita, diventando l'album venduto più velocemente di sempre nelle epoche del Regno Unito. Altrove non tenne sulla lunga durata, soprattutto negli Stati Uniti, dove debuttò al secondo posto nella Billboard 200 per uscire presto dalle classifiche. L'album in totale ha venduto 8 milioni di copie.
La critica inglese non negò recensioni positive, salvo fare marcia indietro dopo appena qualche mese, definendolo pomposo e iperprodotto. Da allora la band ha mantenuto un alto livello di visibilità, senza però riuscire ad eguagliare le fortune critiche e commerciali dei primi due album.
I motivi per l'improvviso scivolone sono forse da imputare alla stagione fortunata del rock inglese, che durante il 1997 ha partorito capolavori come Ladies and Gentlemen We Are Floating in Space degli Spiritualized, OK Computer dei Radiohead e soprattutto Urban Hymns dei The Verve, band che più di tutti aveva rubato lo scettro dei fratelli Gallagher nel cuore della critica e del pubblico; oppure perché dopo il successo ottenuto con (What's the Story) Morning Glory? le aspettative erano eccessivamente alte per il nuovo album. Riviste come NME e Melody Maker infatti iniziarono a pubblicare aspre critiche nei confronti del gruppo, percependolo come superato ed incapace di ripetersi alle vette dei precedenti, anche se negli ultimi anni è stato rivalutato grazie al giudizio più equilibrato che dà il tempo e alcune canzoni sono state riproposte dal vivo negli ultimi tour della band. Tuttavia, a distanza di anni, si può con maggiore profondità comprendere il capolavoro melodico di canzoni come Stand By Me e Don't Go Away. Soprattutto la prima, è una delle canzoni più conosciute ed apprezzate della band britannica in tutto il mondo.
I fratelli Gallagher ebbero a dire a proposito dell'album:
(Noel Gallagher)
(Liam Gallagher)
Noel Gallagher ha più volte ribadito di ritenere Be Here Now l'album meno riuscito tra quelli pubblicati dagli Oasis, malgrado apprezzi D'You Know What I Mean?. Per questo motivo nessuna canzone di questo CD venne inserita nel greatest hits del gruppo, Stop the Clocks, del 2006.

## Riedizioni
Nel luglio 2016 l'etichetta Big Brother Recordings annunciò ufficialmente la ristampa dell'album, pubblicato in edizione rimasterizzata il 7 ottobre seguente, con contenuti extra quali lati b, inediti e registrazioni demo, tra cui i demo di Be Here Now realizzati da Noel Gallagher e dal produttore Owen Morris nella sessione di registrazione sull'isola di Mustique nel 1996. Nella ristampa figurano anche una versione di Stand by Me registrata nello studio situato nell'abitazione del chitarrista Paul "Bonehead" Arthurs, una cover acustica di Setting Sun, pezzo dei Chemical Brothers cui Noel collaborò contribuendo al testo e prestando la propria voce, e la prima versione dal vivo di My Big Mouth, presentata a Knebworth nell'agosto 1996.
Il 13 luglio 2022 Big Brother Recordings annuncia una nuova ristampa dell'album in occasione del venticinquennale della pubblicazione, programmandola per il 19 agosto seguente. Tra i contenuti commercializzativi sono un doppio LP argentato, un doppio picture disc e un'audiocassetta; tutti i formati includono audio rimasterizzato.

## Tracce

### Edizione originaria
1. D'You Know What I Mean? – 7:42
2. My Big Mouth – 5:02
3. Magic Pie – 7:19
4. Stand by Me – 5:56
5. I Hope, I Think, I Know – 4:23
6. The Girl in the Dirty Shirt – 5:49
7. Fade In-Out – 6:52
8. Don't Go Away – 4:48
9. Be Here Now – 5:13
10. All Around the World – 9:20
11. It's Gettin' Better (Man!!) – 7:00
12. All Around the World (Reprise) – 2:08

### Edizione Chasing The Sun (2016)

#### Disco 1
1. D'You Know What I Mean?
2. My Big Mouth
3. Magic Pie
4. Stand By Me
5. I Hope, I Think, I Know
6. The Girl In The Dirty Shirt
7. Fade In-Out
8. Don't Go Away
9. Be Here Now
10. All Around The World
11. It's Gettin' Better (Man!!)
12. All Around The World (Reprise)

#### Disco 2 (lati B e tracce extra)
1. Stay Young
2. The Fame
3. Flashbax
4. (I Got) The Fever
5. My Sister Lover
6. Going Nowhere
7. Stand By Me (Live At Bonehead's Outtake)
8. Untitled (Demo)
9. Help! (Live In LA)
10. Setting Sun (Live Radio Broadcast)
11. If We Shadows (Demo)
12. Don't Go Away (Demo)
13. My Big Mouth (Live At Knebworth Park)
14. D'You Know What I Mean? (NG's 2016 Rethink)

#### Disco 3 (demo di Mustique)
1. D'You Know What I Mean? (Mustique Demo)
2. My Big Mouth (Mustique Demo)
3. My Sister Lover (Mustique Demo)
4. Stand By Me (Mustique Demo)
5. I Hope, I Think, I Know (Mustique Demo)
6. The Girl In The Dirty Shirt (Mustique Demo)
7. Don't Go Away (Mustique Demo)
8. Trip Inside (Be Here Now) (Mustique Demo)
9. Fade In-Out (Mustique Demo)
10. Stay Young (Mustique Demo)
11. Angel Child (Mustique Demo)
12. The Fame (Mustique Demo)
13. All Around The World (Mustique Demo)
14. It's Gettin' Better (Man!!) (Mustique Demo)

## Formazione
- Liam Gallagher - voce
- Noel Gallagher - chitarra solista, cori, voce (traccia 3), mellotron (traccia 3)
- Paul Arthurs - chitarra ritmica
- Paul McGuigan - basso
- Alan White - batteria, percussioni

Altri musicisti
- Mike Rowe – tastiera
- Mark Coyle – chitarra (1)
- Johnny Depp – slide guitar (7)
- Mark Feltham – armonica (10)
- Richard Ashcroft – cori (10)

## Classifiche

### Classifiche settimanali
| Classifica (1997) | Posizione massima |
| ----------------- | ----------------- |
| Australia         | 1                 |
| Austria           | 3                 |
| Belgio (Fiandre)  | 1                 |
| Belgio (Vallonia) | 2                 |
| Canada            | 1                 |
| Danimarca         | 1                 |
| Europa            | 1                 |
| Finlandia         | 1                 |
| Francia           | 1                 |
| Germania          | 2                 |
| Giappone          | 3                 |
| Irlanda           | 1                 |
| Italia            | 1                 |
| Malaysia          | 2                 |
| Norvegia          | 1                 |
| Nuova Zelanda     | 1                 |
| Paesi Bassi       | 1                 |
| Portogallo        | 3                 |
| Regno Unito       | 1                 |
| Spagna            | 3                 |
| Stati Uniti       | 2                 |
| Svezia            | 1                 |
| Svizzera          | 2                 |

### Classifiche di fine anno
| Classifica (1997) | Posizione |
| ----------------- | --------- |
| Australia         | 57        |
| Austria           | 39        |
| Belgio (Fiandre)  | 61        |
| Belgio (Vallonia) | 33        |
| Francia           | 26        |
| Germania          | 49        |
| Italia            | 14        |
| Nuova Zelanda     | 28        |
| Paesi Bassi       | 30        |
| Regno Unito       | 1         |
| Spagna            | 35        |
| Stati Uniti       | 122       |
| Svezia            | 12        |
| Svizzera          | 35        |